# 狂想的旅程
狂想的旅程是一张个人音乐专辑，是中国大陆歌手韩雪的第三张个人音乐专辑。专辑主打歌《狂想的旅程》的风格依旧保持韩雪一直一来的清新风格。而歌曲《紫藤花》和《紫罗兰》的演绎更是突出了此专辑封面的特色，每首歌曲围绕各种“花”的演绎更是配合了韩雪个人清新婉约的特质。

## 曲目
- 产品参数
- 介质：CD
- 碟数：1
- 出版社：新汇集团上海声像出版社
- 版权提供：SONY BMG/新索音乐
- ISRC：CNE040739300
- 条形码：9787799425085
- 包装高：1.40 厘米
- 包装长度：18.80 厘米
- 包装宽度：13.41 厘米
- 包装重：99.79 克
- 附带品描述：歌词

| 专辑编号      | 曲目名称       | 涵义                                | 备注                                              |
| 01            | 狂想的旅程     | 花朵：太阳花 花语：坚强             | (附MV)                                            |
| 02            | 你不会知道     | 花朵：桔梗 花语：永恒的爱、无望的爱 | (附MV)                                            |
| 03            | 红裙           | 花朵：情人草 花语：暗恋             |                                                   |
| 04            | 大雁归         | 花朵：银莲花 花语：期待             | 电视剧《北平往事》主题曲(附MV)                    |
| 05            | HeyThe Beatles | 花朵：燕麦 花语：音乐               |                                                   |
| 06            | 紫罗兰         | 花朵：紫罗兰 花语：永恒的美         |                                                   |
| 07            | 布娃娃         | 花朵：金鱼草 花语：愉快             |                                                   |
| 08            | 紫藤花         | 花朵：紫藤花 花语：沉迷的爱情       | (附MV)苏州一中百年校庆主题曲                      |
| 09            | 有你抱着我     | 花朵：稚菊 花语：快活               |                                                   |
| 10            | 白色蒲公英     | 花朵：蒲公英 花语：多情             |                                                   |
| Bonus Track01 | 握你的手       |                                     | “2007中日文化体育交流年”主题曲 男声：中孝介(附MV) |
| Bonus Track02 | 用心去爱       | 花朵：白色野荨麻花 花语：相爱       | 男声：陈刚                                        |

## 日文版
2007年11月，狂想的旅程亦在日本发行。
1. A Journey into Fantasy
2. あなたは知らない
3. 红いスカート
4. 家路につく雁(かり)
5. Hey the Beatles
6. スミレ
7. ぬいぐるみ人形
8. 藤の花
9. 私を抱きしめるあなた
10. 白いタンポポ
11. 心をこめて爱する
12. 舞い散る雪
13. 言叶はいらない

## 相关链接
- 专辑《狂想的旅程 》[]于百度